# Ентоні Л. Гарднер
Ентоні Луццато Гарднер (нар. 16 травня 1963) — американський дипломат. Був послом США в Європейському Союзі. Він був приведений до присяги 18 лютого 2014 року, а посаду залишив 20 січня 2017 року.

## Життєпис
Народився 16 травня 1963 року. У 1981 році закінчив Академію Філліпса Ексетера. Здобув ступінь бакалавра адміністрації Гарвардського університету. Магістр міжнародних відносин Оксфордського університету, ступінь магіста права з Колумбійської школи права ї та магістр фінансів з Лондонської бізнес-школи. Вільно володіє французькою, італійською та іспанською мовами, а також розмовляє німецькою.
Перш ніж стати послом США в ЄС, Гарднер шість років був керуючим директором в Palamon Capital Partners, приватній акціонерній компанії, що базується в Лондоні. До цього він працював як в Банку Америки, так і в GE Capital в Лондоні. Він також співпрацював з Треуханданстальтом (німецьким міністерством приватизації) у Берліні.
Гарднер обіймав посаду директора з питань європейських справ у Раді національної безпеки у 1994-95 роках. У 2013 році президент Обама призначив його очолювати місію США при Європейському Союзі. У своєму свідченні перед Сенатом 31 жовтня 2013 року він зазначив, що однією з його найважливіших цілей буде "допомогти укласти амбітне Трансатлантичне партнерство з торгівлі та інвестицій, або T-TIP, яке позиціонує наші економіки для успіху в 21-му. ст. He was confirmed by the Senate on February 12, 2014. Його призначення Сенат США підтвердив 12 лютого 2014 р.
Він також є членом Ради з питань закордонних відносин і був довіреною особою британського благодійного тресту Гуггенхайма та членом правління колекції Пеггі Гуггейм у Венеції.
За словами посла США при ЄС Ентоні Гарднера, Україна не має права зазнати поразки